# BZK-005 (航空機)
BZK-005
2023年8月、スクランブル発進した航空自衛隊によって撮影されたBZK-005
- 用途：中高度長時間滞空無人航空機(MALE)
- 設計者：
  - 北京航空航天大学
  - 洪都航空工業[1]
- 製造者：不明
- 運用者
  - 中国人民解放軍陸軍
  - 中国人民解放軍海軍
- 運用状況：現役

BZK-005は、北京航空航天大学（英語：Beihang University）および江西洪都航空工業集団有限責任公司（英語：Jiangxi Hongdu Aviation Industry Group Corporation Limited、HAIC）が開発した多用途中高度長時間滞空無人航空機(Multirole MALE UAV)。

## 概要
2006年の珠海エアショーにおいてプロモーションビデオで公開された。開発は北京航空学院（BUAA、現北京航空航天大学）により2005年に開始したと思われる。洪都航空工業集団と合同で開発が進められたとされている。2009年に北京付近の飛行場に駐機する姿を撮影した写真がインターネット上にリークされている。
2013年9月9日、中国方面から国籍不明の無人機1機が尖閣諸島に近い東シナ海上空を飛行して航空自衛隊のF-15戦闘機がスクランブルを行った際、日本の防衛省は翼竜と推定したことが報じられた。しかし、ジェーンズ・ディフェンス・ウィークリーは自衛隊が撮影した映像ではBZK-005の特徴に一致していると分析していた。2018年4月18日に東シナ海の防空識別圏で飛行している中国の無人機を日本が確認した際は防衛省はBZK-005と推定した。

## 機体

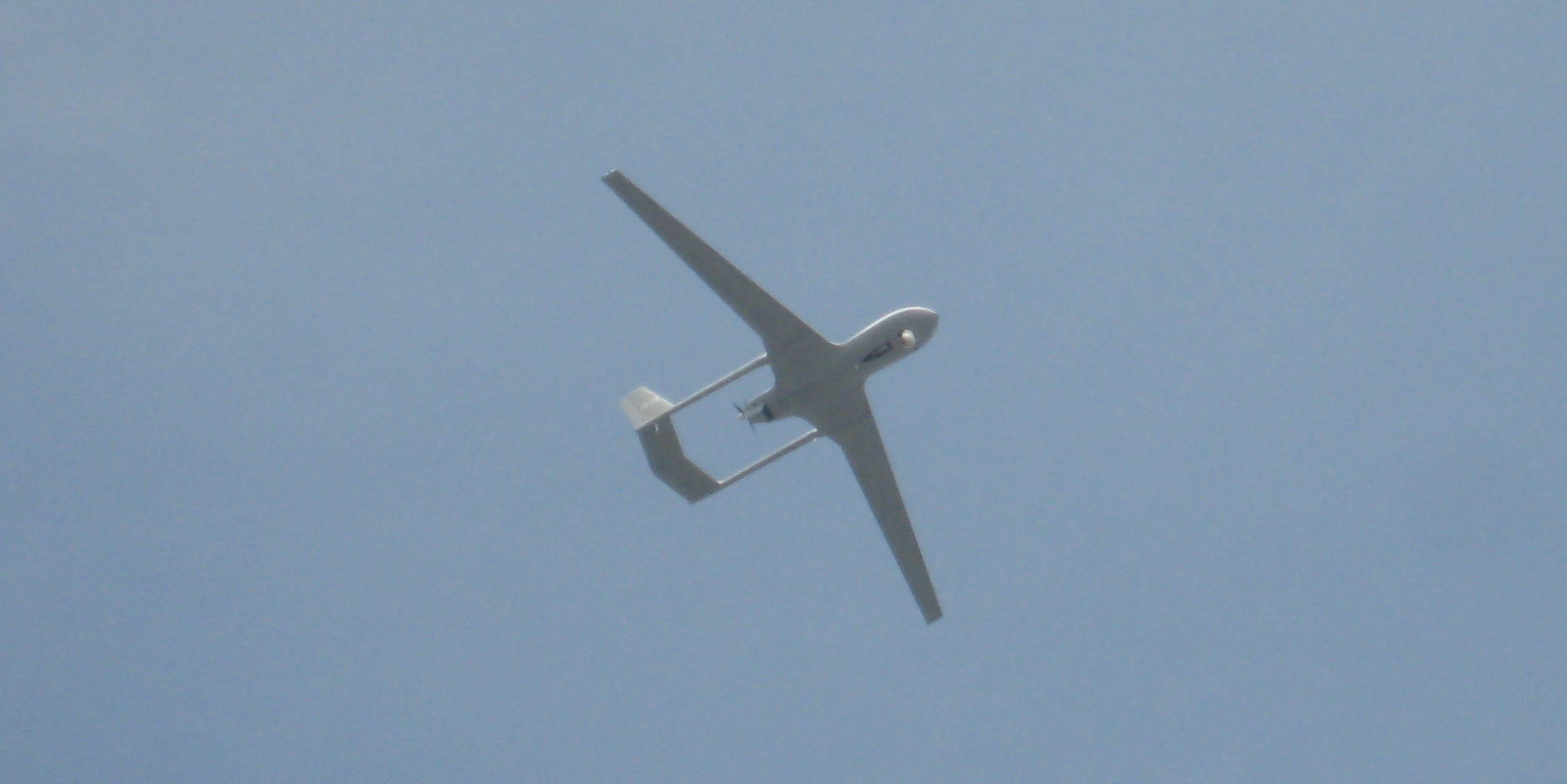
機体下部の様子

主翼は高アスペクト比の後退翼、低翼配置となっている。双ブーム形式でブームの後端に垂直尾翼が機体中心線から外側に傾けられ取り付けられている。2本のテールブーム後端の間に水平尾翼が取り付けられている。水平尾翼の平面形はV字前進翼となっている。機体の材質は複合材を使用しているものと考えられている。ランディングギアは引込み前輪式である。推進方式はプッシャー式である。搭載エンジンの型式は、ピストン式であること以外不明である。プロペラの翼の枚数は3枚である。

## 派生型

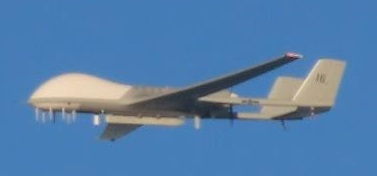
機首下部に異なるアンテナを装備した派生型（2024年8月9日撮影）

BZK-005
基本型で、中高度長距離無人偵察機としての機能を備える。
BZK-005C（TYW-1）
BZK-005に攻撃機能を加えた派生型。最大武器搭載量は300kgを超えるとされる。
BZK-005H
中国人民解放軍海軍航空兵に配備されている形式。永興島（ウッディー島）の基地などに配備されており、偵察・情報収集を担うとされる。
BZK-005E
輸出型。
DP20-A
タイと中国の合弁企業であるAero Technology Industry Company Limitedが2022年に発表した無人機。BZK-005の名称を変更したものに過ぎないと指摘されている。

## ミッション・ペイロード
機首下部にEO/IRターレットを搭載。リアルタイムデータ送受信機を搭載。

## 誘導・管制装置
機首上面のバルジ部に衛星通信アンテナを搭載する。

## 運用者
- 中国人民解放軍陸軍
- 中国人民解放軍海軍

## スペック
- 全幅：18m
- 最大離陸重量：1,250kg
- ペイロード：150kg
- 実用上昇限度：8,000m
- 巡航速度：219km/h
- 航続時間：40時間
- 離陸滑走距離：600m
- 着陸滑走距離：500m